# Mne sa neschováš
A Mne sa neschováš Peter Nagy 1985-ben megjelent második nagylemeze, melyet az Opus adott ki. Katalógusszáma: 9113 1678. Kazettán is megjelent.

## Az album dalai

### A oldal
1. Aplauz
2. Marcel z malého mesta
3. Parfémy
4. A von!
5. Udobrenia

### B oldal
1. Mne sa neschováš
2. Plexisklový panáčik
3. Svedomie
4. Oneskorený
5. Sme svoji